# Aeroportul Sam Neua
Aeroportul Sam Neua (IATA: NEU, ICAO: VLSN) este un aeroport din Hūaphan⁠(d), Laos.
Situat la o altitudine de 1.000 m, aeroportul dispune de o singură pistă.